# Big Pine Key
Big Pine Key ist ein census-designated place (CDP) im Monroe County im US-Bundesstaat Florida. Das U.S. Census Bureau hat bei der Volkszählung 2020 eine Einwohnerzahl von 4.521 ermittelt.

## Geographie
Der CDP Big Pine Key ist zugleich eine Insel, die den Florida Keys angehört. Sie liegt am Overseas Highway (U.S. 1, SR 5) und befindet sich etwa 40 km von Key West und 200 km von Miami entfernt.

### Klima
Das Klima ist mild und warm, mit einem leichten stetigen Wind. Statistisch regnet es in den Sommermonaten an durchschnittlich 30 % der Tage, wenn auch nur kurzfristig. Die höchsten Temperaturen sind im Mai bis Oktober, mit bis zu 33 °C. Die kältesten Monate von Dezember bis Februar mit durchschnittlich nur 12 °C. Schneefall ist in der Region nahezu unbekannt.

## Geschichte
Die ersten Anzeichen für die Besiedlung von Big Pine Key finden sich bereits 1845, als die US-Regierung einen Teil dieses Landes an Florida vergab, zum Bau von Schulen und zur Besiedlung. Eine der wichtigsten Beschäftigungen zu dieser Zeit war die Herstellung von Holzkohle. Als erster Holzkohlebrenner ist George Wilson bereits 1870 in der ersten großen Volkszählung erwähnt. Die Herstellung der Holzkohle war recht einfach: Das Holz wurde gebündelt und nach Art eines Kohlenmeilers zu einer Pyramide aufgeschüttet. Danach mit Seetang, Leinwand, Sand und Mörtel abgedeckt, um die Hitze zu halten. Danach wurde im Zentrum ein kontrolliertes Feuer entfacht. Der Vorgang dauerte mehrere Tage und musste immer unter Beobachtung bleiben, um zu verhindern, dass das Holz verbrannte.
Eine weitere Beschäftigung war die Rettung von Schiffbrüchigen, deren Schiffe sich im Golf von Mexiko verirrten oder durch einen Sturm an Land geschleudert wurden. Durch Piraten wurden manchmal auch absichtlich falsche Lichtsignale gesetzt, damit die Schiffe strandeten. 1915 wurde durch John T. Knowles die erste Postmeisterei in Big Pines gegründet. 1923 kam eine kleine Fabrik für die Herstellung von Hai-Öl dazu. Sie beschäftigte 25 Männer und hatte 6 Fischerboote. Sie fingen durchschnittlich 100 Haie pro Tag, die zu Haifischflossensuppe, Hai-Leber und Hai-Leder verarbeitet wurden. 1931 wurde das Werk wegen Zahlungsschwierigkeiten wieder geschlossen.
Der 1928 erbaute Highway brachte wenig Steigerung der Bevölkerung. Die Entfernungen zu den nächsten größeren Städten war einfach zu groß. Dies änderte sich auch nicht wesentlich durch den Bau der Eisenbahn 1938. Ein weiteres Problem war die Ausbildung. Das Monroe County verlangte damals das Vorhandensein von mindestens zehn Schülern, bevor der Bau einer Schule genehmigt wurde. Ein am 19. November 1927 datierter Bericht beinhaltet folgenden Satz: ... es jetzt sechs Kinder aus zwei Familien gibt und ein weiteres wohl im Frühling zur Welt kommt. Als Folge des Berichts wurde das Vorhaben zum Bau einer Schule erstmals abgelehnt. Die Genehmigung zum Bau der ersten Schule wurde am 9. Februar 1928 erteilt.

### Demographische Daten
Laut der Volkszählung 2010 verteilten sich die damaligen 4252 Einwohner auf 2981 Haushalte. Die Bevölkerungsdichte lag bei 168,1 Einw./km². 94,7 % der Bevölkerung bezeichneten sich als Weiße, 1,8 % als Afroamerikaner, 0,4 % als Indianer und 0,8 % als Asian Americans. 0,6 % gaben die Angehörigkeit zu einer anderen Ethnie und 1,8 % zu mehreren Ethnien an. 10,3 % der Bevölkerung bestand aus Hispanics oder Latinos.
Im Jahr 2010 lebten in 17,9 % aller Haushalte Kinder unter 18 Jahren sowie 27,6 % aller Haushalte Personen mit mindestens 65 Jahren. 57,9 % der Haushalte waren Familienhaushalte (bestehend aus verheirateten Paaren mit oder ohne Nachkommen bzw. einem Elternteil mit Nachkomme). Die durchschnittliche Größe eines Haushalts lag bei 2,12 Personen und die durchschnittliche Familiengröße bei 2,57 Personen.
14,7 % der Bevölkerung waren jünger als 20 Jahre, 19,8 % waren 20 bis 39 Jahre alt, 38,6 % waren 40 bis 59 Jahre alt und 26,9 % waren mindestens 60 Jahre alt. Das mittlere Alter betrug 50 Jahre. 53,6 % der Bevölkerung waren männlich und 46,4 % weiblich.
Das durchschnittliche Jahreseinkommen lag bei 57.448 $, dabei lebten 6,3 % der Bevölkerung unter der Armutsgrenze.
Im Jahr 2000 war Englisch die Muttersprache von 86,55 % der Bevölkerung, spanisch sprachen 10,41 % und 3,04 % hatten eine andere Muttersprache.